# Secrets of Modern Chess Strategy
Secrets of Modern Chess Strategy: advances since Nimzowitsch é o título original em língua inglesa de um livro sobre enxadrismo de autoria de John Watson, publicado em 2002 pela Editora Gambit, que tem como objetivo revisitar os ensinamentos hipermodernos do grande mestre Aaron Nimzowitsch.
Nas livrarias brasileiras é encontrado em sua versão castelhana com o título de Los Secretos de la Estrategia Moderna en Ajedrez: avances desde Nimzowitsch.